# Сулейманово (Учалинский район)
Сулейма́ново (баш. Һөләймән) — деревня в Учалинском районе Башкортостана России, относится к Ильчигуловскому сельсовету.

## Географическое положение
Расстояние до:
- районного центра (Учалы): 82 км,
- центра сельсовета (Ильчигулово): 5 км,
- ближайшей железнодорожной станции (Устиново): 2 км.

## Население
| 2002 | 2009 | 2010 |
| ---- | ---- | ---- |
| 225  | ↗233 | ↘179 |

Национальный состав
Согласно переписи 2002 года, преобладающая национальность — башкиры (100 %).

## История
Закон Республики Башкортостан от 19.11.2008 N 49-з «Об изменениях в административно-территориальном устройстве Республики Башкортостан в связи с объединением отдельных сельсоветов и передачей населённых пунктов» гласил:

 "Внести следующие изменения в административно-территориальное устройство Республики Башкортостан:

43) по Учалинскому району:

 б) объединить Ильчигуловский и Суюндюковский сельсоветы с сохранением наименования «Ильчигуловский сельсовет» с административным центром в деревне Ильчигулово.
Включить деревни Кучуково, Сулейманово, Суюндюково, Устиново Суюндюковского сельсовета в состав Ильчигуловского сельсовета.